# Hamadruas austera
Hamadruas austera là một loài nhện trong họ Oxyopidae.
Loài này thuộc chi Hamadruas. Hamadruas austera được Tord Tamerlan Teodor Thorell miêu tả năm 1894.